# 寶塚南口車站
寶塚南口站（日语：／ Takarazuka-minamiguchi eki */?），是一個位於兵庫縣寶塚市梅野町，阪急電鐵今津線的鐵路車站。車站編號為HK-28。

## 歷史
- 1921年（大正10年）9月2日 - 隨著阪神急行電鐵（現在的阪急電鐵）西寶線寶塚站-西宮北口站的開業同時營運[3]。
- 1926年（大正15年）12月18日 - 西寶線改稱為今津線[3]。
- 1971年（昭和46年） - 車站高架化[2]。
- 2013年（平成25年）12月21日 - 導入車站編號[4][5]。
- 2020年（令和2年） - 隨著寶塚大飯店的遷移，取消副站名。

## 車站構造
側式月台2面2線的高架車站，在寶塚市的站前再開發事業之下改建成高架站體。車站2樓設有驗票口，月台位於3樓。

### 月台配置
| 月台 | 路線   | 方向 | 目的地                                      |
| ---- | ------ | ---- | ------------------------------------------- |
| 1    | 今津線 | 下行 | 往 寶塚、川西能勢口、中山觀音、清荒神、箕面 |
| 2    | 今津線 | 上行 | 往 西宮北口、大阪、神戶、今津               |

## 使用狀況
2019年（令和元年）度的特定日1日上下車人次為12,769人。
各年度的特定日1日上車、上下車人次統計如下表。
| 年度               | 特定日     | 特定日   |
| 年度               | 上下車人次 | 上車人次 |
| ------------------ | ---------- | -------- |
| 1996年（平成08年） | 12,144     | 5,807    |
| 1997年（平成09年） | 11,916     | 5,722    |
| 1998年（平成10年） | 12,093     | 5,762    |
| 1999年（平成11年） | -          | -        |
| 2000年（平成12年） | 11,837     | 6,103    |
| 2001年（平成13年） | 11,156     | 5,551    |
| 2002年（平成14年） | 11,265     | 5,666    |
| 2003年（平成15年） | 10,276     | 5,077    |
| 2004年（平成16年） | 10,289     | 5,019    |
| 2005年（平成17年） | 10,800     | 5,187    |
| 2006年（平成18年） | 11,237     | 5,539    |
| 2007年（平成19年） | 10,517     | 5,223    |
| 2008年（平成20年） | 10,536     | 5,162    |
| 2009年（平成21年） | 10,907     | 5,509    |
| 2010年（平成22年） | 10,597     | 5,358    |
| 2011年（平成23年） | 11,078     | 5,678    |
| 2012年（平成24年） | 13,638     | 7,012    |
| 2013年（平成25年） | 12,378     | 6,153    |
| 2014年（平成26年） | 10,660     | 5,365    |
| 2015年（平成27年） | 12,297     | 6,130    |
| 2016年（平成28年） | 12,401     | 6,169    |
| 2017年（平成29年） | 12,406     | 6,167    |
| 2018年（平成30年） | 12,415     | 6,183    |
| 2019年（令和元年） | 12,769     | 6,328    |

## 車站周邊
- SUNVIOLA (サンビオラ)
- 寶塚大飯店
- 寶塚大劇場、寶塚Bow Hall（寶塚歌劇團）
- 寶塚音樂學校
- 寶塚市立手塚治虫紀念館[2]
- 寶塚Garden Fields
- 關西學院初等部
- 宝塚南口郵局
- 武庫川
- 寶塚大橋[2]
- 天主教寶塚教會

### 公車路線
阪急巴士在此設有公車站「寶塚南口站前」。
- 181號 寶塚菫丘線往 菫丘東 （行經寶塚）（平日停駛，例假日一天只有一班）

## 相鄰車站
阪急電鐵
 今津線（今津北線）
■準急（只有往大阪梅田方向運行）、■普通
寶塚（HK-56）－寶塚南口（HK-28）－逆瀨川（HK-27）

## 外部連結
- 寶塚南口 - 阪急電鐵